# Wella
Wella AG là một công ty chăm sóc tóc lớn của Đức có trụ sở tại Darmstadt, Đức. Được Franz Ströher thành lập vào năm 1880, chuyên về chăm sóc tóc, tạo mẫu tóc và nhuộm tóc cho cá nhân cũng như thợ làm tóc, doanh thu giai đoanh 2009-2019 là 86,2 triệu Euro, và được Procter & Gamble kiểm soát từ năm 2003 cho đến khi nó được bán cho Coty, Inc. cùng với các thương hiệu P&G khác.

## Lịch sử
Wella được Franz Ströher thành lập vào năm 1880, một thợ làm tóc ở Saxony, miền Đông nước Đức. Công ty ban đầu sản xuất vải luyn, cơ sở được sử dụng để làm tóc giả. Năm 1890, ông phát minh ra thiết bị chống thấm nước Tullemoid, một kỹ thuật cho phép da đầu hô hấp. Năm 1894, ông mở nhà máy đầu tiên của mình ở Rothenkirchen, Đức và các con của ông Karl và George Ströher tham gia kinh doanh ngay sau đó.
Năm 1924, Ströhers đăng ký tên Wella tại văn phòng bằng chứng chỉ của Đức. Vì tóc giả và miếng tóc giả không hợp thời trang, công ty đã chuyển sang sản phẩm uốn tóc; tên Wella được lấy từ Dauerwellapparat, có nghĩa là "thiết bị uốn tóc lượng sóng" trong tiếng Đức. Năm 1927, họ giới thiệu dụng cụ uốn tóc đầu tiên và cung cấp nó cho tiệm làm tóc. Vào những năm 1930, Wella đã phát triển những máy sấy tóc đầu tiên với động cơ lắp sẵn và các ống di động cho phép di chuyển khắp đầu trong suốt quá trình sấy. Cũng trong những năm 1930, Wella giới thiệu Wella Junior, một máy uốn cầm tay.
Sau Thế chiến II, Cộng hòa Dân chủ Đức đã tịch thu nhà máy Wella và tất cả chứng chỉ đều bị tuyên bố do nhà nước sở hữu. Gia đình Ströher và một số nhân viên đã quyết định bắt đầu kinh doanh một lần nữa từ đầu tại Hünfeld, Hesse. Sản xuất bắt đầu trở lại vào năm 1945 và vào cuối thập kỷ, Wella AG mới có 50 nhân viên.
Vào năm 1950, Wella giới thiệu Koleston, loại dầu xoa tóc đầu tiên được thiết kế để bảo vệ và nuôi dưỡng tóc. Năm 1954, biểu tượng Hollywood Elizabeth Taylor xuất hiện trong quảng cáo Koleston.
Trong những năm 1960, công ty đã cho ra mắt sản phẩm Wella Privat, một dòng sản phẩm độc quyền cho phép khách hàng mang những sản phẩm chuyên nghiệp về nhà lần đầu tiên. Vào đầu những năm 1970, Wella đã giới thiệu một sản phẩm uốn tóc mới cho phép thợ làm tóc tạo kiểu tóc kiểu Afro. Năm 1972, phát hành Wella Balsam, dầu gội đầu tiên được sản xuất đặc biệt cho doanh số bán lẻ. Chiến dịch quảng cáo bao gồm các ngôi sao của phim truyền hình Những thiên thần của Charlie: Farrah Fawcett, Jaclyn Smith và Cheryl Ladd. Wella cũng giới thiệu For Men, dòng sản phẩm đầu tiên của họ dành riêng cho nam giới.
Năm 1995, Wella tái xuất khẩu dòng sản phẩm Koleston như Koleston Perfect. Sản phẩm mới bao gồm các thành phần tự nhiên như sáp trái cây.
Năm 2002, Wella đã cho ra mắt Wella TrendVision, buổi lễ giới thiệu hằng năm bộ sưu tập tóc thời trang cao cấp của Wella. Sự kiện này được biết đến như là Giải thưởng quốc tế TrendVision, hay ITVA: một cuộc thi tạo mẫu tóc toàn cầu. Vào năm 2003, Wella đã được Procter & Gamble mua lại, tiếp tục mở rộng danh mục tóc đẹp của nhóm tại Đông và Tây Âu và Châu Mỹ La tinh. Reuters báo cáo rằng P & G đang khám phá tiềm năng bán hàng của Wella.
Josh Wood đã trở thành Đại sứ về màu sắc toàn cầu của Wella Professionals vào tháng 1 năm 2008 và năm 2010 đã đảm nhiệm vai trò Giám đốc Sáng tạo màu sắc Toàn cầu của Wella chuyên nghiệp. Eugene Souleiman hiện đang là Giám đốc Sáng tạo Toàn cầu cho Wella Professionals.
Wella thành lập Wave Making vào năm 2011 - một chương trình dạy kỹ năng làm tóc và kỹ năng sống cho những người trẻ tuổi có hoàn cảnh khó khăn. Chương trình bắt đầu ở Brazil và từ đó mở rộng sang Romania. Vào năm 2014, Wella đã cấp bằng sáng chế cho một phân tử mới gọi là ME+. Phân tử này là một chất thay thế cho PPD, còn được gọi là p-phenylenediamine, có trong hầu hết các sản phẩm màu để khắc phục màu sắc. PPD đã được biết gây ra dị ứng nhẹ hoặc nặng. Phân tử ME+ hiện đang được sử dụng trong nhãn hiệu màu Koleston Perfect Innosense của Wella Professional, sản phẩm màu vĩnh cửu đầu tiên được Trung tâm Nghiên cứu Dị ứng Châu Âu (ECARF) phê duyệt.